# 三光幫
三光幫，是台灣新竹地區的黑社會團體，性質上是屬於本省掛角頭勢力，主要活動於新竹市、新竹縣竹北市、竹東鎮、新豐鄉、湖口鄉、苗栗縣竹南鎮、頭份市等地，其成員數量為新竹當地幫派中最眾者。早年媒體多稱為「派」，現今因警方及媒體方便分類，將同一地緣關係的角頭統稱為「幫」，因此現今多稱為「三光幫」。三光幫歷經指標性老大退隱江湖以及逝世之後，現今延伸中新世代成員各立山頭互不隸屬，但其成員依舊自稱為「三光的」。
三光幫在1970年代與當地角頭及幫派橫行於新竹地區。1980年代後期經多次掃黑與政府強力打壓，使得三光幫形同散幫狀態，但2000年以來有中新生代成員重新崛起的現象。至2010年已嚴重影響新竹市地區的治安，警方再次針對三光幫勢力為主要掃蕩對象。

## 略史

### 創立背景
當代媒體披露三光幫成立於1964年，成立初期成員即高達七十多人，為當時新竹地區幫派成員最多的團體，成員主要活動在新竹市東區果菜批發市場及香山鄉等地，最早媒體稱之為「三光派」，成員多為不到20歲的青少年組成。當代創幫成員「溪哥」楊宏盛、「老土」王定治、「阿基歐」林明雄、「天來」曾天來、「安民」、「白虎」、林敏章及「悾仔敏德」林敏德 等數十人，以日月星為幫徽創立三光幫，該幫成員在腳踝上都會刺上日月星的圖徽，逐漸形成一個角頭團體，三光幫在1960年代前後就已發生多起暴力犯罪事件。
1970年代三光幫發展進入全盛時期，當時幫內成員高達數百人，為新竹地區勢力最大的角頭團體，並且主要以地下錢莊高利貸、暴力討債、向商家收取保護費、經營酒店、圍事為主要經濟來源。三光幫與「風飛沙幫」、「天橋幫」、「十三神鷹」、「院口」等各大小幫派，為爭奪新竹市區的地盤與利益，時常有流血衝突。加上經濟逢勃發展，各地外來幫派為擴大版圖，如竹聯幫、四海幫等外省掛幫派也逐步進駐新竹地區，造成新竹地區時常發生流血衝突的社會事件。

### 派系分裂
1980年代間，三光幫勢力發生內部鬥爭，幫內部份角頭因而分裂為「北三光派」與「南三光派」兩派，各自活動互不隸屬，內鬨械鬥及兇殺事件時有耳聞。加上知名要角綽號「悾仔敏德」的林敏德與幫內大老不和，遂於在1984年間率領自己派系十多名成員在新竹市北區另外成立「三光正義組」的幫派團體，並在同年10月16日因搶佔地盤砸毀新竹市中央路的「大順理髮廳」而曝光，此後時常發生砸店、縱火、槍擊、殺人等犯罪事件嚴重影響治安。
1984年11月，台灣政府施行「一清專案」全國大掃黑，三光幫亦受到掃黑波及，被視為幫主的「溪哥」楊宏盛因此入獄，三光正義組也因涉及多起暴力犯罪案件遭到警方鎖定追緝。1985年1月6日，三光正義組成員在新竹市北區北大路縱火「美爾登理髮廳」將其付之一炬引起軒然大波，該幫派高調的暴行造成當地市民恐慌，警方針對三光正義組展開全面追緝。該幫要角黃木順、謝阡豐、戴蔡城等人相繼落網，使得林敏德轉往台灣中部及南部等地躲避追緝。同年11月26日新竹市發生「新竹市埔頂雙警命案」，埔頂派出所警員林有福、周崑清當街遭到槍殺並遭奪走配槍震驚社會，警方分析研判逃亡中的三光正義組的老大「悾仔敏德」林敏德與殺手溫政澤涉嫌重大，因此將其列為十大槍擊要犯，展開名為「獵狐專案」的緝捕行動全面追緝。
1986年1月17日凌晨時分，刑事警察局聯合新竹、台南警察局在台南市東區四維街圍捕林敏德及溫政澤，雙方爆發駁火槍戰震驚社會，最終在林敏德、溫政澤在時任刑事局偵查員鄭銘德、王安順等人前往談判後棄械投降並遭逮捕入獄。同時警方也在開元路、裕豐街等地一舉逮捕朱聰敏、曹治忠、陶俊操等林敏德手下，一網打盡三光正義組。
1986年10月間，林敏德入獄服刑時在台北看守所與獄中各地角頭互相結盟，共同組成「天道盟」。並於1988年出獄後回到新竹市成立「天道盟敏德會」的具體幫派組織，成為天道盟最初的六大分會之一。然而三光幫發展至1990年代，聲勢趨於衰退，風光不在，該幫指標性成員大多逝世、退隱，因而逐漸沒落沉寂形同散幫狀態，導致當代已鮮少有黑幫份子使用三光幫的名號活動。三光幫殘餘成員多半加入天道盟敏德會或其他幫派，敏德會也被視為是三光幫的勢力延續。

### 死灰復燃
2000年代，警方多次瓦解近年來崛起的三光幫新生代勢力，以三光幫成員張岦翔為首所成立的「三光星光會」平時以暴力討債為主業，不時參與械鬥、開槍、砸店，甚至強索電動場保護費，旗下小弟大多為新竹飆車族「YY車隊」出身，常揪眾飆車砍殺仇家、械鬥等等。以及三光幫成員楊武哲為首組成的「三光青年會」等青少年幫派，他們自稱是三光幫份子，成員年紀大多是平均20多歲的中輟生或少年飆車組所構成。
2006年，警方破獲三光幫要角綽號「大麥克」廖國泰、蔡國精兩兄弟為首的暴力討債集團，其成員以「台新理財顧問公司」合法公司為掩護，實際在新竹、苗栗等地區進行恐嚇、暴力討債、賭博、色情等犯罪，其中成員還涉嫌風城購物中心少東綁架案而聲明大噪。警方指出廖國泰於1990年代後期崛起，是三光幫勢力不算小的角頭之一，其集團所涉及暴力討債及重利受害者高達上百名。
2010年代，三光幫勢力逐漸有死灰復燃的態勢，多數成員都是三光幫中、新生代，或者三光幫老成員的第二代青少年所構成。由三光幫要角黃進德成立「三光進德會」、三光幫成員黃泰鑫以宮廟「受天宮」為據點自稱「三光企業」、以及前三光幫趙姓成員第二代趙偉逸自組「小三光幫」，皆吸收青少年、中輟生壯大聲勢。

### 近期發展
2024年4月，新生代三光幫份子28歲黃士育，104年因涉暴力討債餵食麵包蟲，妨害自由，人口販運組織犯罪，殺人未遂，重傷害，槍砲彈藥刀械管制 等罪，列（幫派列管）判刑入獄11年7，假釋出獄後至今2024年自立（三鎮會）以辦理廟會活動發展集結群眾，111年至114年涉案多起 討債 恐嚇 妨害自由等案件。
2012年11月，高齡70歲的前三光幫成員「老土」王定治，因土地承租糾紛遭四海幫海埔堂份子槍殺身亡。警方指出王定治為三光幫80年代要角之一，20年前雖退出江湖搬至苗栗縣頭份鎮從事菜販，終究逃不開黑道糾紛而身亡。
2017年9月，三光幫盛大舉行湯姓元老告別式，新竹各界風飛沙、天橋、院口、十三神鷹、客雅一山、十六兄弟、竹東三環等角頭，以及四海幫、天道盟同心會等各大幫派前往弔唁。警方認為三光幫將藉此壯大聲勢，於告別式現場進行搜證及監控。
2018年6月27日，三光幫成員「龜仔」黃克樑為風飛沙大姐頭「猴母」協調債務糾紛不成，槍殺新北市角頭「五股國」游國興，隨後舉槍自戕震驚社會。並且由警方指出黃克梁在30年前1980年代也曾因為三光幫分裂內鬨，而槍殺屬於北三光派成員的李文津而曾經入獄。

## 組織

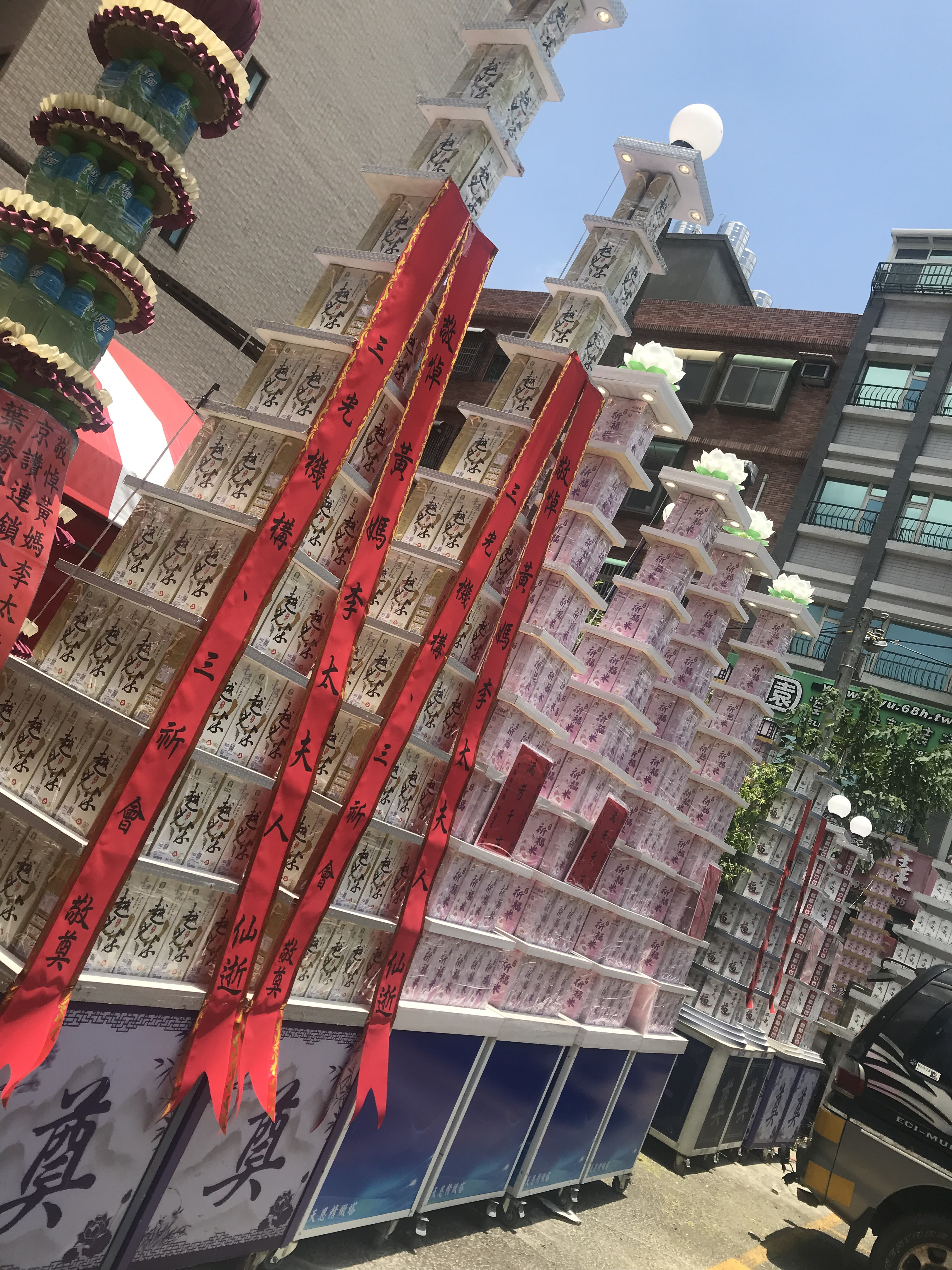
該幫派參與公祭時的罐頭塔

目前三光幫在臺灣所成立的組織有三合會、三鴻會、三祈會、星光會、進德會、青年會、齊中會、三玄會、三鎮會、旭日會、東山會（對外稱東山南三光）、三德會等，以及海外的有中國廈門、越南胡志明市、韓國釜山、俄羅斯海參崴和柬埔寨西哈努克等城市分部；在一些場合會以「三光機構ＯＯ會」或「三光企業ＯＯ會」自居。

## 知名成員
- 「溪哥」楊宏盛 -創幫老大，早年被尊奉為幫主。1984年一清專案時期被掃黑入獄，最終在1989年入監期間保外就醫時病逝，從此三光幫再無公認的幫主[12]。綽號來自因出身於頭前溪旁。
- 「阿基歐」林明雄 -創幫元老，70年代著名的三光幫老大，因案多次入獄最終病逝於臺東監獄。其綽號原意來自日語「明雄（あきお，akio）」[27][28]。
- 「悾仔敏德」林敏德 -創幫元老，曾另組「三光正義組」並因犯下多起槍擊及殺人案在1985年被列為十大槍擊要犯。一清專案入獄後與各地角頭共組天道盟，出獄於新竹成立敏德會並吸收三光幫勢力，當代被視為是三光幫延續。1997年因涉及劉邦友血案再因治平專案掃黑至綠島監獄[29]。2011年6月間病逝。
- 「大麥克」廖國泰 -90年代後期崛起三光幫要角，被列為治平對象掃黑入獄。出獄後洗心革面，重新投入社會向善幫助更生人走回正途而知名[30]。

## 參閲
- 臺灣黑幫

## 外部連結
- 組織犯罪防制條例（页面存档备份，存于）（繁體中文）